# Artifodina kurokoi
Artifodina kurokoi là một loài bướm đêm thuộc họ Gracillariidae. Nó được tìm thấy ở Thái Lan.